# Nāḩiyat ar Rā‘ī
Nāḩiyat ar Rā‘ī (arabiska: ناحية الراعي) är ett subdistrikt i Syrien.   Det ligger i provinsen Aleppo, i den norra delen av landet, 400 km norr om huvudstaden Damaskus.
Trakten runt Nāḩiyat ar Rā‘ī består till största delen av jordbruksmark. Runt Nāḩiyat ar Rā‘ī är det ganska tätbefolkat, med 86 invånare per kvadratkilometer.